# Méditation (Glazounov)
Pour les articles homonymes, voir Méditation (homonymie).
La Méditation est une œuvre de musique de chambre pour violon et piano du compositeur russe Alexandre Glazounov, écrite en 1891.

## Contexte et création
Alexandre Glazounov compose sa Méditation au printemps 1891. Il la dédie à la violoniste Olga Blatova.

## Analyse
La pièce, en ré majeur, est, pour Pierre-Émile Barbier, « d'un charme suranné », et rappelle les pièces de genres de Fritz Kreisler.